# 페이 그랜트
페이 그랜트(Faye Grant, 1957년 7월 16일 ~ )는 미국의 배우이다.

## 출연 작품

### 드라마
- V